# Arisztarh Apollonovics Belopolszkij
Arisztarh Apollonovics Belopolszkij (Аристарх Аполлонович Белопольский) (Moszkva, 1854. július 13. – Pulkovo, Leningrád, 1934. május 16.) orosz birodalmi, majd szovjet csillagász volt.

## Életpályája
Arisztarkh Apollonovics Belopolszkij 1854. július 13-án született Moszkvában , de apja felmenői egy szerbiai városból, Belo Poljéból származtak.
1876-ban szerzett diplomát a moszkvai egyetemen, majd 1878-ban Fjodor Bregyihin asszisztense lett a moszkvai csillagvizsgálóban, majd 1888-ban a Pulkovói Obszervatórium munkatársa lett.
Spektroszkópiával foglalkozott, és számos spektroszkópiai kettőscsillagot fedezett fel. Többek között felfedezte, hogy a Castor B egy 2,92 napos periódusú spektroszkópikus kettőscsillag.
Belopolszkij híres volt finom műszerépítéseiről, és 1900-ban megépített egy készüléket a színképek Doppler-eltolódásának mérésére. Úttörő szerepet játszott az optikai Doppler-eltolódás használatában távoli objektumok forgási sebességének mérésére. Elsőként fedezte fel, hogy a Jupiter egyenlítője gyorsabban forog, mint a magasabb szélességi körök, és hogy a Szaturnusz gyűrűi nem egy tömör tömegként forognak, bizonyítva, hogy azok egyedi kis objektumokból állnak.
Kétszer is megpróbálta megmérni a Vénusz forgási sebességét, 1900-ban 24 órát, 1911-ben pedig 35 órát javasolt - ez egyike volt az akkori csillagászok számtalan sikertelen kísérletének a vénuszi nap hosszának megmérésére.
Jó barátja volt Oskar Backlundnak, és amikor ez utóbbi 1916-ban meghalt, követte őt a Pulkovói Obszervatórium igazgatójaként. Azonban 1918-ban lemondott, mert nem szerette az adminisztratív terheket.
Róla nevezték el a Belopolszkij-krátert a Holdon, az 1004 Belopolskya aszteroidát és az Orosz Tudományos Akadémia egyik díját.